# Domaine provincial d'Hélécine
Le domaine provincial d’Hélécine est un centre de loisirs et de séminaires belge situé à Hélécine dans le Brabant wallon, à mi-chemin entre Bruxelles et Liège. Le bâtiment principal est le palais abbatial de l'ancienne abbaye d'Heylissem.
Le domaine s’étend sur 28 hectares et possède plusieurs étangs (alimentés par la Petite Gette), des terrains de tennis, une piste équestre, un arboretum et un jardin de sculptures.
Le domaine est ouvert au public toute l’année et l’entrée est gratuite.